# Чойдже
Чойдже (тиб. ཆོས་རྗེ, Вайли chos rje; монг. цорж — цорджи́; букв. «царь Дхармы») — титул и монастырская должность в тибетском и монгольском буддизме, а также почтительный эпитет в отношении буддийских наставников.
В Монголии цорджи является вторым лицом после хамбо-ламы в крупных монастырях; в небольших монастырях, особенно хийдах, управляемых из другого монастыря, цорджи является высшим должностным лицом.

Цорджи-лама есть наместник монастыря. Вся монастырская жизни совершается под его непосредственным надзором и руководством; он раздаёт свои приказания и о совершении хуралов, и о приготовлении всего потребного к ним; назначает лам к совершению тех или других богослужений вне монастыря; увольняет лам в отпуск на более продолжительные сроки; наблюдает за изучением ими номов и т. д. — Позднеев А.М. «Очерки быта буддийских монастырей» (1887)